# Mame Madior Boye
  Mame Madior Boye    (Saint-Louis, 7 de desembre de 1940) va ser primera ministra del Senegal entre 2001 i 2002. Va ser la primera dona titular d'aquest càrrec.

## Biografia
Boye va néixer a una família d'advocats de Sant Luis, i com els seus tres germans va ser educada com advocada a Dakar i París. Es va graduar a l'escola secundària Faidherbe en la seva ciutat natal. El 1963, es va matricular en la Facultat de Ciències Jurídiques i Econòmiques de la Universitat de Dakar i després va continuar la seva formació en el Centre Nacional d'Estudis Judicials (CNEJ) a París fins a 1969.
Va passar la major part de la seva carrera en l'administració de justícia senegalesa. Va ser successivament fiscal Adjunt, Jutge i vicepresident primer del Tribunal Regional de Primera Classe de Dakar i presidenta de la Sala del Tribunal d'Apel·lació. Va ser fundadora i la primera dona presidenta de l'Associació d'Advocats Senegalesos de 1975 a 1990, després va passar a ser directora d'Engagements for the West African Banking Company (Compagnie bancaire de l'Afrique Occidentale, CBAO) de setembre de 1990 a abril de 2000. Boye va ser també vicepresidenta de la Federació Internacional d'Advocades de 1978 a 1998. Era una feminista militant, musulmana i divorciada amb dos fills. Les seves relacions amb el règim del president Abdou Diouf van ser tibants i no va acceptar alts càrrecs en el sistema judicial per preservar la seva integritat i independència.

## Primera Ministra
Després de la victòria d'Abdoulaye Wade en les eleccions presidencials de 2000, Boye va passar a ser ministra de Justícia l'abril de 2000. Però van sorgir tensions entre el president i el primer ministre, que era d'un altre partit polític. Moustapha Niasse va renunciar i Boye va ser nomenada per Wade com a primera ministra el 3 de març de 2001, dos mesos abans de les eleccions legislatives. A Wade li mancava majoria en la legislatura i més de 30 organitzacions de dones no partidistes van organitzar una campanya abans de les eleccions exigint més dones en la legislatura. Boye no era només una dona, també era no partidista, cosa que es veia bé. Va romandre com a ministra de Justícia en el nou govern. Les eleccions van donar a Wade una gran majoria, 89 de 120 escons. La representació de les dones va augmentar, però no més del 19%. Després de les eleccions legislatives d'abril de 2001, Boye va ser cridada pel primer ministre el 10 de maig de 2001; tanmateix, va ser substituïda com ministra de Justícia en el Govern nomenat el 12 de maig.
En el segon govern de Boye hi havia cinc dones de 25 ministres, contra dues anteriorment. Aquesta va ser una bona victòria per Boye. Però el govern es va enfrontar a importants desafiaments econòmics i socials. Es van fer esforços per enfortir l'educació i la salut, millorar els salaris, reduir la desocupació entre els joves i secundar al sector agrícola. Però els ministres eren nous i inexperts i les opinions en la coalició diferien. Com el primer ministre Boye estava subordinat al president, i Wade era un líder dinàmic i pràctic amb clares tendències autoritàries, Boye i el seu Govern van ser acomiadats pel president el 4 de novembre de 2002, suposadament degut a la seva reacció al desastre de la mar de Joola de la MV el setembre de 2002. Va ser un dels pitjors desastres marítims de tots els temps. Més de 1.00 persones van morir quan el transbordador propietat de l'estat es va enfonsar. Boye va afirmar que l'accident es devia al clima, excloent així les fallades del vaixell i de la tripulació. Però aviat va haver-hi acusacions d'errors d'alt nivell. El cap de la marina va ser acomiadat i dos ministres van haver de dimitir.
Posteriorment, el setembre de 2004, Boye va ser nomenada per Alpha Oumar Konaré com Representant Especial de la Unió Africana per la promoció de la protecció dels civils en els conflictes armats.
El 12 de setembre de 2008, un jutge francès va emetre un orde de detenció per Boye, juntament amb altres vuit, en relació amb el desastre de Joola. El Govern senegalès ho va rebutjar i, en resposta, va decidir jutjar al jutge que va emetre els ordes. El Tribunal d'Apel·lació de París va anul·lar l'orde de detenció de Boye a mitjan juny de 2009.